# 岡山県道177号九蟠中野線
岡山県道177号九蟠中野線（おかやまけんどう177ごう くばんなかのせん）は、岡山県岡山市東区を通る一般県道である。

## 概要
岡山市東区九蟠から岡山市東区西大寺中野本町に至る。
九蟠港と西大寺市街地を結ぶ路線である。

### 路線データ
- 起点：岡山県岡山市東区九蟠（岡山県道383号九蟠東岡山停車場線起点）
- 終点：岡山県岡山市東区西大寺中野本町（西大寺中野本町交差点、岡山県道28号岡山牛窓線交点）
- 総延長：5.5 km

## 歴史
- 1960年（昭和35年）3月18日 - 岡山県告示第335号により岡山県道99号九蟠掛の町線[注釈 1]として認定される。
- 1964年（昭和39年） - 1965年（昭和40年）に路線名称が変更され、岡山県道99号九蟠中野線になる[注釈 2]。
- 1965年（昭和40年）3月31日 - 県道再編に伴い県道番号が変更され、岡山県道85号九蟠中野線になる。
- 1969年（昭和44年）2月18日 - 西大寺市が岡山市に編入されたことにより全区間が岡山市域を通る路線になり、併せて起終点の地名が変更される。
- 1972年（昭和47年）頃 - 現行の県道番号に変更される。

## 地理

### 通過する自治体
- 岡山市（東区）

### 交差する道路
| 交差する道路                    | 交差する場所   | 交差する場所                |
| ------------------------------- | -------------- | --------------------------- |
| 岡山県道383号九蟠東岡山停車場線 | 九蟠           | 起点                        |
| 岡山県道215号江崎金岡線         | 金岡西町       | 金岡交差点                  |
| 岡山県道397号寒河本庄岡山線     | 金岡西町       | [ 注釈 3 ]                  |
| 岡山県道28号岡山牛窓線          | 西大寺中野本町 | 西大寺中野本町交差点 / 終点 |

### 沿線
- 九蟠港
- 吉井川
- 天満屋ハピータウン西大寺店
- 日本エクスラン工業西大寺工場
- 岡山市立西大寺南小学校